# Đội tuyển bóng rổ quốc gia nam Samoa
Đội tuyển bóng rổ quốc gia Samoa là đội đại diện cho Samoa trong các trận đấu bóng rổ quốc tế và là thành viên của FIBA Châu Đại Dương.

## Kỷ lục cạnh tranh

### Cúp FIBA Châu Á
Chưa bao giờ tham gia

### Giải vô địch FIBA Châu Đại Dương
| Năm  | Vị trí |                                       |             |
| ---- | ------ | ------------------------------------- | ----------- |
| 1993 | 3      | Giải vô địch FIBA Châu Đại Dương 1993 | New Zealand |

### Đại hội thể thao Châu Đại Dương
- 1983:
- 1987-1995: ?
- 1999:
- 2003:
- 2007:
- 2011: 6th
- 2015: 5th
- 2019: 6th
- 2023: Để được xác định

### Đại hội Thể thao Khối Thịnh vượng chung
Chưa bao giờ tham gia

### Cúp bóng rổ Polynesia FIBA
- 2018:
- 2021: Đủ điều kiện làm chủ nhà

## Đồng phục

### Nhà sản xuất
2018: EveniSport 2018-19: Zkeaps